# Гавриловка (Каргатский район)
Гавриловка — посёлок в Каргатском районе Новосибирской области. Входит в состав Беркутовского сельсовета. 

## География
Площадь посёлка — 87 гектаров. 

## Население
| 2002 | 2007 | 2010 |
| ---- | ---- | ---- |
| 359  | ↘313 | ↘292 |

## Инфраструктура
В посёлке по данным на 2007 год функционируют 1 учреждение здравоохранения, 1 образовательное учреждение.